# Istaván Illés
Istaván Illés – węgierski zapaśnik walczący w stylu klasycznym.
Brązowy medalista mistrzostw Europy w 1986; szósty w 1988 roku.